# RAA Louviéroise
El Royale Association Athlétique Louviéroise (en español: Real Asociación Atlética Louviéroise), algunas veces llamado La Louvière o RAAL, fue un equipo de fútbol de Bélgica que jugó en la Primera División de Bélgica, la liga de fútbol más importante del país. 

## Historia
Fur fundado en el año 1913 en la ciudad de La Louvière, en la provincia de Hainaut en una reunión en Place Maugrétout en La Louvière con el nombre A.A. Louviéroise y por la Primera Guerra Mundial estuvo inactivo hasta 1921. En 1937 cambiaron de nombre por el de R.A.A. Louviéroise y fue hasta 1977 que lograron el ascenso a la Primera División de Bélgica por primera vez, en donde jugaron más de 100 partidos.
En el año 2006, el equipo entró en una serie de escándalos por arreglos de partidos, donde jugadores, directivos e incluso el entrenador Gilbert Bodart aceptaron dinero del empresario chino Zheyun Ye, que buscaba influir en los partidos para el mercado asiático de apuestas. 3 años más tarde, , el equipo se fusionó con el RACS Couillet para formar al Football Couillet La Louvière, declarando su desaparición. 
Nunca ganó el título de Liga, pero fue campeón de Copa en 1 ocasión y fue finalista de la Supercopa 1 vez.
A nivel internacional participó en 1 torneo continental, en la Copa UEFA de 2003/04, en la que fue eliminado en la Primera Ronda por el SL Benfica de Portugal.

## Palmarés
- Copa de Bélgica: 1

2002/03
- Supercopa de Bélgica: 1

2002/03
- Segunda División de Bélgica: 3

1975, 1977, 2000

## Participación en competiciones de la UEFA
| Temporada | Torneo   | Ronda | Club       | Casa | Visita | Global |
| --------- | -------- | ----- | ---------- | ---- | ------ | ------ |
| 2003/04   | UEFA Cup | 1     | SL Benfica | 1-1  | 0-1    | 1-2    |

### Récord europeo
| Torneo    | Apariciones | J | G | E | P | GF | GC |
| --------- | ----------- | - | - | - | - | -- | -- |
| Copa UEFA | 1           | 2 | 0 | 1 | 1 | 1  | 2  |

## Jugadores

### Jugadores destacados
- Michael Cordier
- Guy Dardenne
- Fred Tilmant
- Alan Haydock
- Nordin Jbari
- Silvio Proto
- Cédric Roussel
- Thierry Siquet
- Jacques Teugels
- Benoît Thans
- Gunter Van Handenhoven
- Michel Wintacq
- Enzo Scifo
- Fadel Brahami
- Rafik Djebbour
- Maamar Mamouni
- Asmir Begović
- Jean-Jacques Missé-Missé
- Michael Klukowski
- Alexandre Tremblay
- Michel Ngonge
- Mathieu Assou-Ekotto
- Mario Espartero
- Michaël Murcy
- Nicolas Ouédec
- Claude-Arnaud Rivenet
- Geoffray Toyes
- George Blay
- Stavros Glouftsis
- Wagneau Eloi
- Zoltan Kovács
- Aco Stojkov
- Yassine El Ghanassy
- Manasseh Ishiaku
- Peter Odemwingie
- Egutu Oliseh
- Marius Mitu
- Ante Šimundža
- Önder Turacı
- Oguchi Onyewu

## Entrenadores
- Arthur Plummer (1947-1948)
- Jean Cornelis (1974-1975)
- Jef Jurion (1975-1976)
- André Colasse (1980-1982)
- Jean Cornelis (1986-1987)
- Kazimierz Jagiello (1988-1989)
- Alexander Horváth (1991-1992)
- Kazimierz Jagiello (1992-1995)
- Freddy Smets (1995-1996)
- André Colasse (1997-1998)
- Marc Grosjean (1998-2000)
- Daniel Leclercq (2001)
- Ariël Jacobs (2002-2004)
- Albert Cartier (2004-2005)
- Emilio Ferrera (2005)
- Frédéric Tilmant (2005)
- Gilbert Bodart (2005-2006)
- Frédéric Tilmant (2006)
- Patrick Thairet (2006)
- Tibor Balog (2012)